# Bulbophyllum debile
Bulbophyllum debile är en orkidéart som beskrevs av Jean Marie Bosser. Bulbophyllum debile ingår i släktet Bulbophyllum och familjen orkidéer. Inga underarter finns listade i Catalogue of Life.